# كرايغ تايلور
كرايغ تايلور (بالإنجليزية: Craig Taylor)‏ (24 يناير 1974 ببليموث في المملكة المتحدة - ) هو لاعب كرة قدم بريطاني في مركز الدفاع. لعب مع سويندون تاون ونادي إكزتر سيتي ونادي بليموث أرجايل ونادي توركي يونايتد وDorchester Town F.C. ‏.

## وصلات خارجية
- كرايغ تايلور على موقع قاعدة بيانات كرة القدم.إي يو (الإنجليزية)
- كرايغ تايلور على موقع Soccerbase.com (لاعب) (الإنجليزية)